# Гранично интелектуално функционисање
Гранично интелектуално функционисање је функционисање појединца на граници менталне ометености или ретардације. Повремено се може дијагностиковати лака ометеност, али како она често није изазвана биолошким (генетичким) поремећајем, могуће је превазићи одређеним третманом. Према савременим дефиницијама, ометеност (у коју гранични случајеви повремено потпадају) обухвата ограничења у примени адаптивних вештина комуникације, бриге о себи, социјалним вештинама, употреби ресурса у заједници, самоусмеравању (нпр. планирању каријере), бризи о здрављу и сигурности, правилном коришћењу слободног времена и односу према раду.